# Алеко (конкурс)
Вижте пояснителната страница за други значения на Алеко.
Международният литературен конкурс „Алеко“ е конкурс за кратък хумористичен разказ, който се провежда от 1966 г. до днес (с кратко прекъсване в началото на 90-те години). Присъжда се всяка година година на 13 януари (рождената дата на Алеко Константинов) на тържествена церемония в Свищов. Организатори са Община Свищов, Международната фондация „Алеко Константинов“ и вестник „Стършел“.
Негови лауреати са били Азис Несин (Турция), Ерих Кестнер и Хайнрих Бьол (ГФР), Марти Ларни (Финландия), Леонид Ленч, Мануил Семьонов и Борис Егоров (Русия), Ефраим Кишон (Израел), Ърскин Колдуел и Уилям Сароян (САЩ), Морис Дрюон (Франция), Фалил Хаджич (Хърватия), Владимир Орлов (Беларус), Марсел Салимов (Башкирия), Славко Прегъл (Словения) и др.
Конкурсът е целогодишен – разкази се приемат от януари до края на ноември. Единственото условие за участие е разказът да не бъде по-дълъг от четири стандартни машинописни страници (1100 думи или 7000 знака).
Носителят на наградата се обявява в началото на декември от жури, съставено от литературни критици, писатели хумористи и представители на Международната фондация „Алеко Константинов“.

## Лауреати
Информацията в раздела подлежи на допълване.
- 2004 (38 лауреат) – Георги Данаилов (България)[2][3]
- 2005 (39 лауреат) – Ефтим Проевски (Северна Македония)[2]
- 2006 (40 лауреат) – Моймир Грол (Словакия)[2]
- 2007 (41 лауреат) – Ясмина Буква (Сърбия)[2]
- 2008 (42 лауреат) – Кайдо Лийва (Естония) (петчленното жури е с председател проф. Кирил Топалов и членове Йордан Попов и Кръстьо Кръстев от в. „Стършел“, литературния и кинокритик Атанас Свиленов и членовете на управителния съвет на Международна фондация „Алеко Константинов“ Галя Константинова и Людмил Симеонов)[2][4]
- 2009 (43 лауреат) – Веселин Миличевич (Сърбия)[2]
- 2010 (44 лауреат) – Емилия Молчанинова (Словакия)[2]
- 2011 (45 лауреат) – Александър Чотрич (Сърбия)[2]
- 2012 (46 лауреат) – Михайло Прудник (Украйна) за разказа „На нас ли тия!“ (жури с председател проф. Симеон Янев и членове Михаил Вешим, главен редактор на в. „Стършел“, Йордан Попов, председател на фондация „Сатирик“, Галя Константинова и Людмил Симеонов, представители на община Свищов и Международна фондация „Алеко Константинов“)[2][5]
- 2013 (47 лауреат) – Сергей Узун (Молдова) за разказа „Всичко е прекрасно“ (жури с председател проф. Симеон Янев и членове Михаил Вешим, главен редактор на в. „Стършел“, Йордан Попов, председател на фондация „Сатирик“, Галя Константинова и Таня Ликова, представители на община Свищов и Международна фондация „Алеко Константинов“)[6]
- 2014 (48 лауреат) – Валериу Бутулеску (Румъния) за разказа „Във влака“ (жури с председател доц. Пламен Дойнов и членове Михаил Вешим, гл. редактор на „Стършел“, Йордан Попов, председател на фондация „Сатирик“, Таня Ликова и Галя Константинова, представители на МФ „Алеко Константинов“)[7]
- 2015 (49 лауреат) – Владимир Орлов (Беларус) за разказа „Мечтата ми да стана шпионин“ (жури с председател доц. Пламен Дойнов)[8][9]
- 2016 (50 лауреат) – Капка Тодорова за разказа „Как станах бежанка“[10]
- 2017 (51 лауреат) – Янош Лацхфи (Унгария) за разказа „Алкохол за напреднали“ (жури с председател Деян Енев и членове Михаил Вешим, Румен Белчев, Пети Доневски и Людмил Симеонов)[11]
- 2018 (52 лауреат) – Виктор Шендерович (Русия) за разказа „Свободна конкуренция“ (петчленното жури е с председател Деян Енев)[12][13][14]
- 2019 (53 лауреат) – Мариян Беленкий (Израел) за разказа „Писмо до Бог“ (петчленното жури е с председател Деян Енев и членове Михаил Вешим, Румен Белчев и Пети Доневки)[15]
- 2020 (54 лауреат)
- 2021 (55 лауреат) – Христо Карастоянов (България) за разказа „Приказка от братя Гримьори“ (жури с председател Йордан Ефтимов и членове Михаил Вешим и Румен Белчев)[16][17]
- 2022 (56 лауреат) – Иван Шопов (Северна Македония) за разказа „Географски открития“ (жури с председател Йордан Ефтимов и членове Михаил Вешим и Румен Белчев)[18][19]
- 2023 (57 лауреат) – Тошо Дончев (Унгария) за разказа „Между гулаша и шкембето“ (жури с председател Йордан Ефтимов и членове Михаил Вешим, Румен Белчев, Таня Ликова и Ивелина Габровска)[20]
- 2024 (58 лауреат) – Боян Любенович (Сърбия) за разказа „Произход“ (жури с председател Йордан Ефтимов и членове Михаил Вешим, Румен Белчев, Таня Ликова и Връбка Попова)[21][22]